# Garanzia giovani
Garanzia giovani è il nome con cui è conosciuto in Italia un insieme di provvedimenti legislativi promossi a livello europeo a partire dall'aprile del 2013. A livello europeo la denominazione è "Garanzia per i giovani" per favorire l'inserimento dei giovani nel mondo del lavoro. Vennero ideati dal Ministro del lavoro e delle politiche sociali Enrico Giovannini, sotto il governo Letta, e realizzato dal suo successore Giuliano Poletti, sotto il governo Renzi, che aveva l'intento di realizzare una riforma strutturale del mercato del lavoro, prevedendo una serie di azioni da avviare dal momento in cui il giovane si registra al programma.

## I contenuti
Tra le azioni previste figurano definizione di percorsi finalizzati all'inserimento lavorativo, esperienze di tirocinio, servizio civile, formazione professionalizzante e accompagnamento all'avvio di iniziative imprenditoriali e di lavoro autonomo. Il giovane che si iscrive alla "Garanzia giovani" viene inserito in un sistema informativo integrato per l'intero territorio nazionale, in cui viene registrato il suo percorso, che sarà accessibile a tutti i soggetti abilitati a fornire i servizi previsti dal sistema, come i centri per l'impiego e le agenzie autorizzate. Venivano introdotti criteri di contendibilità dei giovani tra le strutture autorizzate e di premialità per quelle più efficienti, adottando un innovativo sistema di costi standard.
A livello centrale è poi possibile monitorare in tempo reale le azioni e il percorso del giovane che si è registrato, intervenendo in via sussidiaria in caso di inadeguatezza delle regioni, che svolgono le diverse attività sul territorio, a svolgere le azioni previste; 
- attraverso l'adozione di nuove norme sarebbe stato colmato un ritardo storico rispetto ad altri paesi nel campo del rapporto tra scuola e lavoro, fase che idealmente precede l'intervento della "Garanzia giovani". In particolare, è stato previsto: 
  - l'orientamento al lavoro nell'ultima classe della scuola media inferiore e nel corso della scuola media superiore;
  - l'alternanza scuola-lavoro per le ultime due classi della scuola media superiore;
  - incentivi per le università che stipulano accordi con le imprese per svolgere tirocini curriculari universitari, che favoriscano l'alternanza università-lavoro.

## I dubbi e le criticità
Essendo il rapporto di lavoro tra tirocinante e azienda ospitante regolato dal contratto di tirocinio, l'azienda ha la possibilità, così come il tirocinante, di interrompere anticipatamente il tirocinio in qualsiasi momento e senza alcun preavviso, con effetto immediato e di fatto senza essere tenuta a fornire spiegazione alcuna. Il tirocinante quindi nel periodo di tirocinio non ha di fatto alcuna garanzia circa l'interruzione anticipata del tirocinio, nemmeno un breve preavviso.
Allo stagista, quindi, non si applica alcun contratto nazionale, sia per la parte normativa (malattia, ferie, maternità ecc.) che retributiva (salario minimo mensile).
Il tirocinante non ha diritto a ferie retribuite, maternità, congedi, indennità di malattia, scatti di anzianità. Non è previsto nessun preavviso (o indennità di mancato preavviso) in caso di licenziamento o dimissioni. 
Il periodo di tirocinio non figura nemmeno ai fini dei contributi previdenziali figurativi (anni per la pensione, senza reale versamento di denaro all'INPS).
Tuttavia, nel caso in cui un tirocinio formativo mascheri in realtà un rapporto di lavoro subordinato, anche se la legge non prevede espressamente la conversione del rapporto in un contratto di lavoro subordinato a tempo indeterminato, il Ministero del lavoro e delle politiche sociali ha chiarito, con la circolare n. 24 del 12 settembre 2011, che:
A partire dall'autunno 2014 sono cominciati a comparire sui principali quotidiani italiani articoli molto critici sulla reale efficacia di "Garanzia giovani", qualificata addirittura come un vistoso flop e via via con giudizi negativi sempre più severi.